# Каннінгем (Канзас)
Каннінгем (англ. Cunningham) — місто (англ. city) в США, в окрузі Кінгмен штату Канзас. Населення — 444 особи (2020).

## Географія
Каннінгем розташований за координатами 37°38′42″ пн. ш. 98°25′57″ зх. д. / 37.64500° пн. ш. 98.43250° зх. д. (37.645007, -98.432501).  За даними Бюро перепису населення США в 2010 році місто мало площу 0,91 км², уся площа — суходіл. В 2017 році площа становила 1,21 км², уся площа — суходіл.

## Демографія
Згідно з переписом 2010 року, у місті мешкали 454 особи в 183 домогосподарствах у складі 114 родин. Густота населення становила 499 осіб/км².  Було 213 помешкання (234/км²).
Расовий склад населення:
| - 97,4 % — білих - 0,9 % — корінних американців - 0,4 % — чорних або афроамериканців |

До двох чи більше рас належало 0,9 %. Частка іспаномовних становила 0,9 % від усіх жителів.
За віковим діапазоном населення розподілялося таким чином: 18,1 % — особи молодші 18 років, 52,8 % — особи у віці 18—64 років, 29,1 % — особи у віці 65 років та старші. Медіана віку мешканця становила 50,7 року. На 100 осіб жіночої статі у місті припадало 86,1 чоловіків;  на 100 жінок у віці від 18 років та старших — 80,6 чоловіків також старших 18 років.
Середній дохід на одне домашнє господарство  становив 63 828 доларів США (медіана — 47 813), а середній дохід на одну сім'ю — 79 449 доларів (медіана — 68 438). Медіана доходів становила 50 536 доларів для чоловіків та 28 333 долари для жінок. За межею бідності перебувало 6,2 % осіб, у тому числі 6,9 % дітей у віці до 18 років та 5,5 % осіб у віці 65 років та старших.
Цивільне працевлаштоване населення становило 182 особи. Основні галузі зайнятості: освіта, охорона здоров'я та соціальна допомога — 35,2 %, роздрібна торгівля — 11,5 %, сільське господарство, лісництво, риболовля — 11,0 %.